# Cobitis dalmatina
Cobitis dalmatina – gatunek słodkowodnej ryby karpiokształtnej z rodziny piskorzowatych (Cobitidae).

## Występowanie
Dorzecze rzeki Cetina w Chorwacji.

## Morfologia
Długość ciała do 6,7 cm.